# Céntimo
Céntimo è la frazione di valuta in Spagna, Portogallo e le loro ex colonie.

Il Céntimo in spagna valeva 1/100 di peseta, mentre in Portogallo valeva prima 1/100 di real e poi dell'escudo.